# 羅曼·瑞恩斯
理堤·約瑟夫·“喬”·安諾伊（英語：Anoa'i family，1985年5月25日—）是美國職業摔角選手、男演員、前加拿大職業足球運動員。他是知名摔角家族安諾伊家族的成員之一，目前受聘於世界摔角娛樂，以「羅曼·瑞恩斯」（英語：Roman Reigns）為擂台名稱，在SmackDown品牌亮相。表親為知名演員、摔角選手巨石強森。
在羅曼·瑞恩斯的摔角事業中，瑞恩斯是WWE的六次世界冠軍，其中四次是WWE冠軍以及二次的WWE環球冠軍，也曾是一次的WWE美國冠軍、一次的WWE雙打冠軍（搭檔賽特·羅林斯）及一次的WWE洲際冠軍且為2015年皇家大戰優勝者，並且在2017年的摔角狂熱上擊敗送葬者。
自2014年以來，WWE一直試圖把瑞恩斯作為他們下一個“公司的門面”，瑞恩斯已經在多個重大的WWE付費大賽中主打壓軸賽，包括連續四屆的摔角狂熱（31、32、33、34），追平霍克·霍肯所創下的紀錄，並分別擊敗Triple H和送葬者。而在2020年年中，瑞恩斯被重新塑造為新的反派角色「部落首領」，該角色普遍受到評論家的好評。

## 足球生涯
安諾伊在彭薩科拉天主教高中踢了三年足球，在埃斯坎比亞高中踢了一年足球。高三時，他被《彭薩科拉新聞雜誌》評為年度最佳防守球員。

## 職業摔角生涯

### 世界摔角娛樂/WWE

#### 發展時期（2010－2012）
安諾伊於2010年7月首次參加摔角比賽，當時他與世界摔角娛樂（WWE）簽署一項發展合約，後來被分配到他們的發展領域佛州冠軍摔角（FCW）。他在2010年9月9日首次亮相，使用擂台名羅曼·利基（Roman Leakee），經常縮寫為利基（Leakee），在單打比賽中輸給小理查·亨利·布勞德。在他於9月21日擊敗法赫德·拉克曼（Fahd Rakman）獲得首勝之前，分別輸給了Idol Stevens以及韋斯·布里斯科。他在剩下的時間繼續參加FCW比賽，主要參加雙打比賽。在2011年1月16日的FCW中，利基參加30人多人混戰的比賽，但被淘汰。2011年晚些時候，利基與唐尼·馬洛組成一個雙打團隊，並且在7月8日挑戰卡爾文·雷恩斯（Calvin Raines）和Big E Langston的FCW雙打冠軍腰帶，但未能成功。
2012年，利基在1月8日FCW的雙打比賽期間壓制FCW重量級冠軍里奥·克鲁格。在2月5日的FCW，他在三方威脅賽中擊敗迪恩·安布羅斯和賽特·羅林斯，成為FCW重量級冠軍的頭號挑戰者。在接下來一周的FCW中，輸給克鲁格，未能贏得冠軍頭銜。後來利基與麥克·道爾頓贏得FCW雙打冠軍，並在不久之後將冠軍交給CJ帕克和傑森·喬丹。
在WWE於2012年8月將FCW重新命名為NXT後，安諾伊以羅曼·瑞恩斯的新擂台名和一個反派選手登場，在10月31日的NXT節目中擊敗CJ帕克。在擊敗蔡斯·多諾萬（Chase Donovan）兩週後，12月5日瑞恩斯在他NXT中的最後一場比賽擊敗加文·里德（Gavin Reid）。

#### 神盾軍時期（2012－2014）

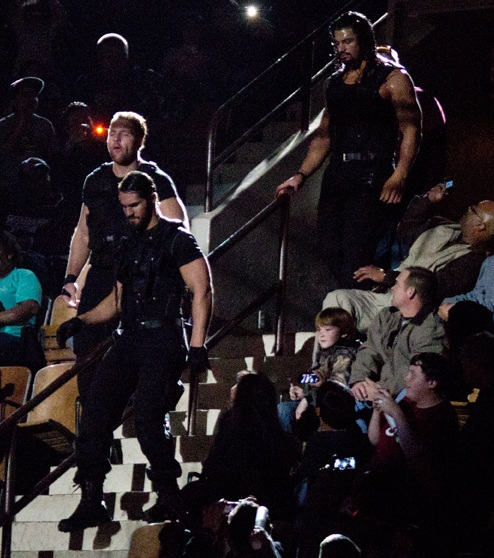
瑞恩斯（後）於2012年11月作為神盾軍成員首次在WWE亮相

在11月18日，瑞恩斯與迪恩·安布羅斯和賽特·羅林斯在強者生存的壓軸賽登場，在爭奪WWE冠軍腰帶的三方威脅賽中攻擊萊鋇克，讓CM Punk保留住冠軍。三人宣稱自己是神盾軍，並發誓要對抗「不義」，同時也拒絕為Punk工作，儘管他們經常會從人群中出現攻擊Punk的對手，包括萊鋇克和WWE雙打冠軍Team Hell No（丹尼爾·布萊恩和肯恩）。這導致12月16日在TLC大賽上的一場三對三的比賽，最終神盾軍擊敗Team Hell No和萊鋇克。2013年1月，神盾軍繼續幫助Punk，攻擊萊鋇克和瑞恩斯現實上的表哥巨石。在1月28日的Raw中，有人透露Punk和他的經紀人保羅·黑門有付酬勞給神盾軍和布萊德·邁達克斯為他們工作。
後來神盾軍模糊地結束他們與Punk的關係，同時開始與約翰·希南、萊鋇克和席莫斯發生爭執，在2月17日的行刑室鐵籠戰上，神盾軍贏得這場比賽。在隔天晚上，他們的首場Raw比賽中，他們擊敗萊鋇克、席莫斯和克里斯·傑利可。之後，席莫斯與蘭迪·歐頓和Big Show結盟，於4月7日的摔角狂熱29面對神盾軍，最終神盾軍在首場摔角狂熱比賽中獲勝。在隔天的Raw上，神盾軍試圖攻擊送葬者，但他們被Team Hell No阻止。而在4月22日的Raw中舉辦一場六人組合比賽，神盾軍贏得這場比賽，擊敗送葬者和Team Hell No。在5月13日的Raw中，神盾軍的不敗紀錄在與希南、肯恩和布萊恩的比賽中以取消資格告終。

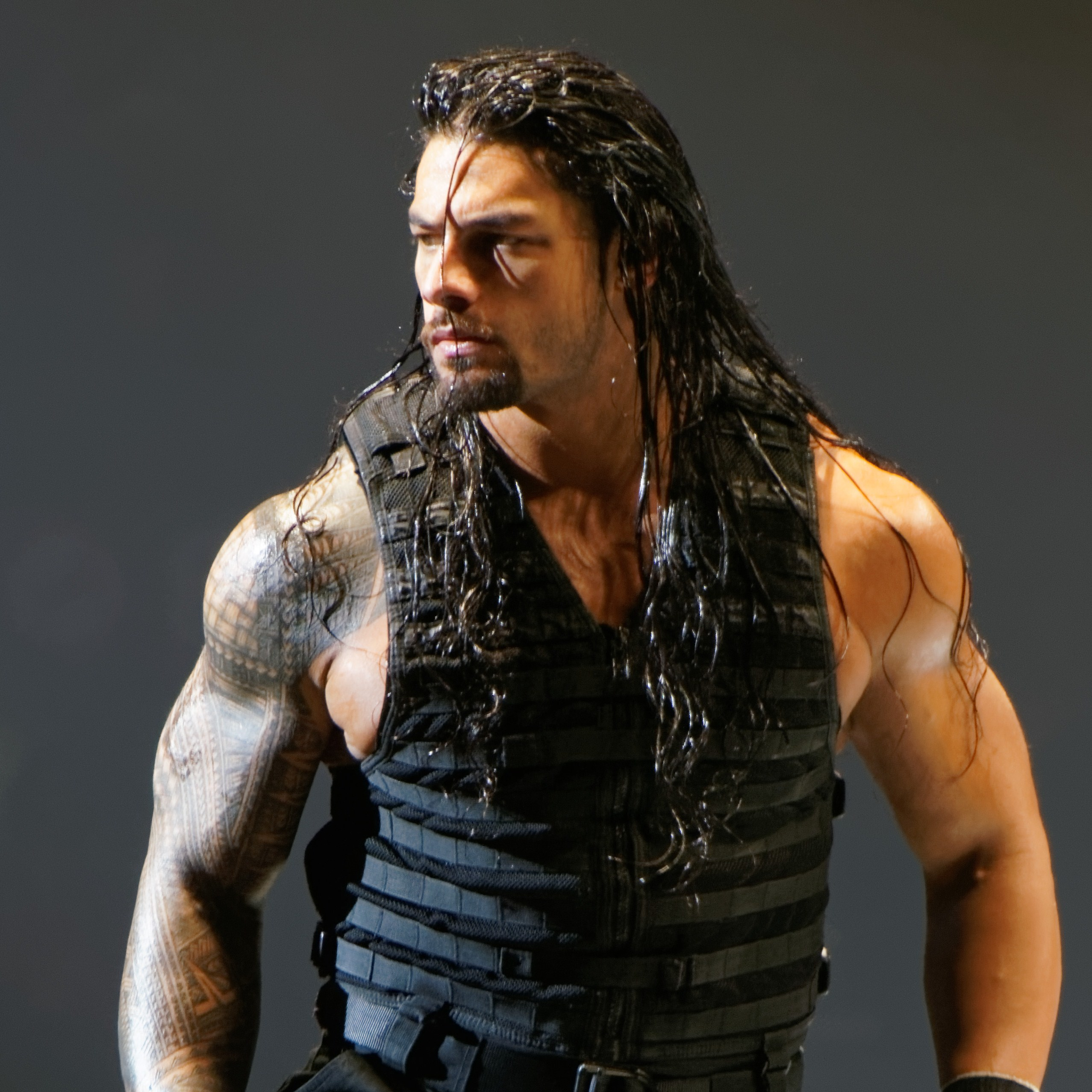
2013年11月的瑞恩斯

5月19日，在極限規則中，瑞恩斯和羅林斯成功挑戰Team Hell No成為新任的WWE雙打冠軍。他們在5月27日的Raw上，在重賽中擊敗Team Hell No。在6月14日的SmackDown上，神盾軍對上Team Hell No和蘭迪·歐頓，當布萊恩成功讓羅林斯投降，這也導致神盾軍在比賽中的未壓制/未投降的連勝已經結束。6月16日，瑞恩斯和羅林斯在絕命復仇中擊敗布萊恩和歐頓成功衛冕冠軍頭銜。之後在7月14日的公事包大戰及9月15日的冠軍之夜，分別擊敗烏索兄弟及達倫·楊和泰德斯·歐尼爾，成功衛冕冠軍頭銜。
8月，神盾軍開始為營運總監Triple H和全權夫婦工作。他們與全權夫婦的合作導致他們開始與寇帝·羅茲和達斯汀·羅茲展開競爭。在10月6日的殺戮戰場上，瑞恩斯和羅林斯在一場無關頭銜賽中被羅茲和達斯汀擊敗。在10月14日的Raw中，瑞恩斯和羅林斯在無取消資格賽中受到Big Show的干擾後，輸給羅茲和達斯汀失去雙打冠軍頭銜。在10月27日的地獄鐵籠中，瑞恩斯和羅林斯在三方威脅雙打賽中未能重新獲得冠軍。在11月24日的強者生存中，神盾軍與安東尼奧·希薩羅和傑克·史威格合作，在傳統的五對五淘汰賽中與雷·密斯特里歐、烏索兄弟、寇帝·羅茲和達斯汀·羅茲比賽，瑞恩斯為他的團隊贏得比賽。在12月15日舉行的TLC大賽上，在瑞恩斯意外對安布羅斯使出長矛衝刺之後，神盾軍在三對一的強弱不等賽中被CM Punk擊敗。在2014年1月26日的皇家大戰比賽中，瑞恩斯是第15位參賽者，並在比賽中淘汰12名選手，這一紀錄後來在2018年被布勞恩·史卓曼打破。瑞恩斯在最後被巴帝斯塔淘汰成為該屆比賽的亞軍。在隔天晚上的Raw中，神盾軍與丹尼爾·布萊恩、席莫斯和約翰·希南參加三對三團隊合作賽，獲勝隊伍的三名成員都有資格參加在行刑室鐵籠戰舉辦的WWE世界重量級冠軍淘汰賽。在比賽期間，外耶特家族襲擊希南、布萊恩和席莫斯，導致神盾軍因取消資格而輸掉這場比賽。這讓神盾軍與外耶特家族發生爭執，導致在2月24日舉辦的行刑室鐵籠戰的三對三團隊合作賽，這場比賽最終由外耶特家族獲勝。

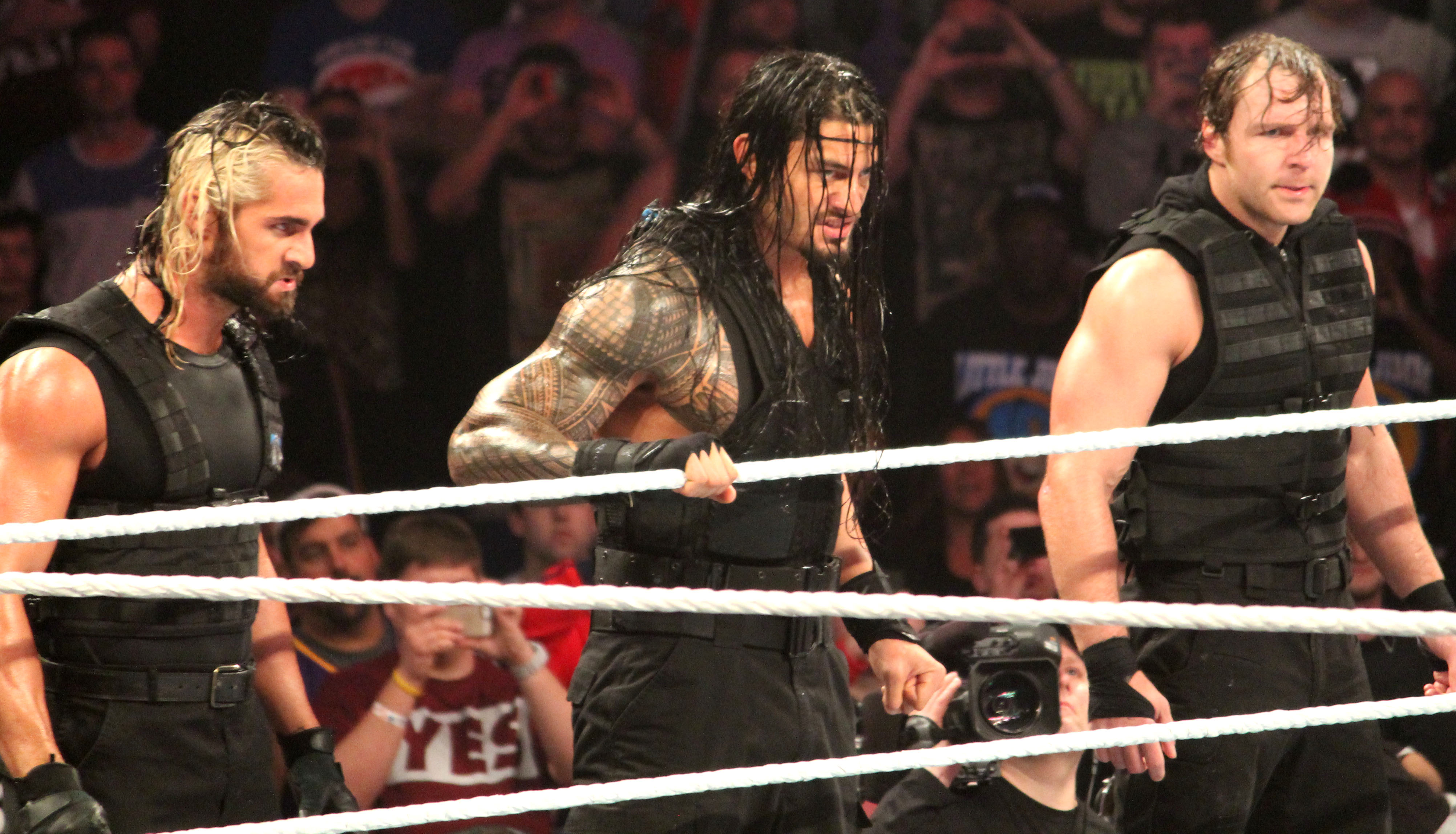
2014年4月的神盾軍

3月，神盾軍出場似乎是要攻擊傑利·勞勒，但卻攻擊全權夫婦成員肯恩，這也讓神盾軍開始轉為正派團體。這導致神盾軍和肯恩之間的爭執，在摔角狂熱XXX上肯恩與新世代逃犯聯手（比利·剛恩和洛德·道格）來對抗神盾軍，最終這場比賽由神盾軍獲勝。與肯恩的爭執也導致神盾軍與Triple H斷絕關係，而Triple H為了對抗神盾軍而重組進化論。神盾軍在5月的極限規則和6月的絕命復仇中皆擊敗進化論。在絕命復仇後的Raw中，羅林斯背叛神盾軍，加入Triple H和全權夫婦。

#### 不同爭執（2014－2015）
隨著羅林斯的背叛，瑞恩斯短暫的與安布羅斯合作，之後轉為單打比賽的型態，並迅速進入世界冠軍爭奪賽。在贏得一場多人混戰之後，瑞恩斯進入到爭奪空缺的WWE世界重量級冠軍鐵梯賽中，這場比賽是在公事包大戰中進行的；但這場比賽最終由約翰·希南獲勝。他連續第二次在按次付費觀看賽事進行主賽事是在7月的殺戮戰場上，瑞恩斯再次挑戰冠軍頭銜，這次是希南、肯恩和蘭迪·歐頓的危機四伏賽，希南再次贏得比賽。賽事結束後，瑞恩斯與歐頓開始爭執，最終在8月的夏日衝擊比賽中，瑞恩斯擊敗歐頓。
下個月，瑞恩斯和羅林斯原定在9月21日的冠軍之夜進行單打比賽，但是瑞恩斯出現合法的嵌頓疝氣，需要在比賽前進行手術。由於瑞恩斯無法參加比賽，羅林斯因此被宣佈為獲勝者。在12月8日的Raw中，瑞恩斯回歸，並獲得衝擊大賞中的「年度超級巨星」獎項。在12月14日的TLC大賽中，瑞恩斯干預羅林斯與約翰·希南的比賽，攻擊羅林斯和Big Show。這也讓瑞恩斯和Big Show之間展開爭執，而瑞恩斯也多次擊敗Big Show。
瑞恩斯隨後於1月25日進入2015年皇家大戰比賽，在最終淘汰魯塞夫贏得勝利，因此獲得在摔角狂熱31上挑戰WWE世界重量級冠軍的資格。在2月2日的Raw中，瑞恩斯在受到羅林斯的干擾後輸給Big Show，這是瑞恩斯在主秀的單打比賽中首次失利。在2月22日的極速賽道中，瑞恩斯擊敗丹尼爾·布萊恩，成功捍衛在摔角狂熱挑戰冠軍的機會。在3月29日的摔角狂熱31上，當瑞恩斯與布洛克·雷斯納的主賽事比賽正在進行中的時候，賽特·羅林斯兌現公事包合約，將其變成三方威脅賽，最終瑞恩斯遭到羅林斯的壓制輸掉這場比賽。
4月，瑞恩斯繼續他與Big Show的爭執，最終在4月26日舉行的極限規則最後站立者賽中，瑞恩斯贏得這場比賽。在5月17日的絕命復仇上，瑞恩斯在危機四伏賽中輸給羅林斯未能贏得世界冠軍，而歐頓和安布羅斯也有參加這場比賽。在6月14日的公事包大戰中，瑞恩斯參加他在公事包大戰的首場公事包鐵梯賽，在布雷·外耶特干擾並攻擊他之後，他未能獲勝。在7月17日的殺戮戰場中，在盧克·哈波爾干擾並襲擊瑞恩斯之後，外耶特在單打賽中擊敗瑞恩斯。為了面對重組後的外耶特家族，瑞恩斯與安布羅斯合作，二人於8月23日的夏日衝擊上擊敗外耶特和哈波爾。在隔天晚上的Raw上，瑞恩斯和安布羅斯遭到了外耶特的新盟友，即首次亮相的布勞恩·史卓曼的攻擊。在9月20日的冠軍之夜中，瑞恩斯和安布羅斯與克里斯·傑利可合作，但被外耶特、哈波爾和史卓曼擊敗。瑞恩斯和外耶特之間的爭執於10月25日在地獄鐵籠的按次付費賽事中結束，瑞恩斯在地獄鐵籠賽上擊敗外耶特。

#### WWE世界重量級冠軍時期（2015－2016）

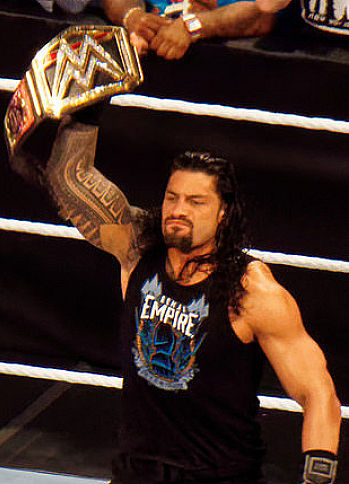
2016年4月的瑞恩斯與WWE世界重量級冠軍

在10月26日的Raw中，瑞恩斯於危機四伏賽上擊敗阿爾貝托·德·里奧、多夫·錫格勒和凱文·歐文斯，成為WWE世界重量級冠軍的頭號挑戰者。然而在11月4日的歐洲現場秀中由於冠軍羅林斯受傷，並在隔天交出冠軍頭銜，導致需舉辦一系列的比賽，以決定新任冠軍。瑞恩斯在首輪比賽中擊敗Big Show，在四分之一決賽中擊敗希薩羅，在準決賽中擊敗阿爾貝托·德·里奧，在11月22日的強者生存決賽中擊敗迪恩·安布羅斯，首次贏得WWE世界重量級冠軍。緊接著，席莫斯兌現他的公事包合約並擊敗瑞恩斯，因此僅5分鐘瑞恩斯就結束首次的衛冕。12月13日，在國際聯盟（阿爾貝托·德·里奧和魯塞夫）的干擾下，瑞恩斯未能在TLC大賽的桌子、梯子和椅子賽中擊敗席莫斯奪回冠軍頭銜。比賽結束後，他因此發怒攻擊Triple H。
在第二天晚上的Raw上，文斯·麥馬漢給予瑞恩斯與席莫斯的冠軍重賽，規定如果瑞恩斯輸了，他將被迫退休。瑞恩斯在克服麥馬漢、德·里奧和魯塞夫的干擾後成功獲勝，重新奪回WWE世界重量級冠軍。麥馬漢隨後迫使瑞恩斯在2016年1月24日的皇家大戰中進行冠軍賽。比賽中，瑞恩斯被Triple H淘汰，後者最終贏得比賽，因此瑞恩斯輸掉冠軍頭銜。在2月22日的極速賽道上，瑞恩斯在三方威脅賽中擊敗布洛克·雷斯納和迪恩·安布羅斯，獲得在4月3日的摔角狂熱32挑戰WWE世界重量級冠軍Triple H的機會，他在主賽事中擊敗Triple H成為第三次的WWE世界重量級冠軍。在摔角狂熱之後，瑞恩斯開始與A·J·史泰爾斯發生爭執，並在5月1日的絕命復仇中成功衛冕冠軍，然後在當月晚些時候的極限規則上，以極限規則賽的方式再次衛冕。比賽結束後，瑞恩斯遭回歸的賽特·羅林斯攻擊。
在6月19日的公事包大戰中，瑞恩斯被羅林斯擊敗，這是他在主秀上的首次未遭受干擾的失利，結束77天的冠軍衛冕。6月21日，安諾伊因違反WWE內部的藥物測試計劃WWE健康計劃，而被WWE合法禁賽30天。根據職業摔角火炬報和TheWrap報導稱，WWE在公事包大戰之前就知道安諾伊的違規行為，導致瑞恩斯在比賽中輸掉他的世界冠軍頭銜。
7月19日，在2016年WWE選秀上，瑞恩斯被選入Raw品牌。儘管瑞恩斯被禁賽，WWE繼續宣傳瑞恩斯作為殺戮戰場主賽事的一部分，並在電視上承認瑞恩斯的禁賽。在7月24日的殺戮戰場上，瑞恩斯在電視轉播中回歸，面對羅林斯和迪恩·安布羅斯，爭奪現在更名的WWE冠軍，最終由安布羅斯贏得冠軍。在第二天晚上的Raw上，瑞恩斯也未能在夏日衝擊中與羅林斯爭奪新宣布的WWE環球冠軍，因為他在資格賽中輸給首次亮相的芬恩·貝勒。

#### 冠軍衛冕和大滿貫贏家（2016－2018）

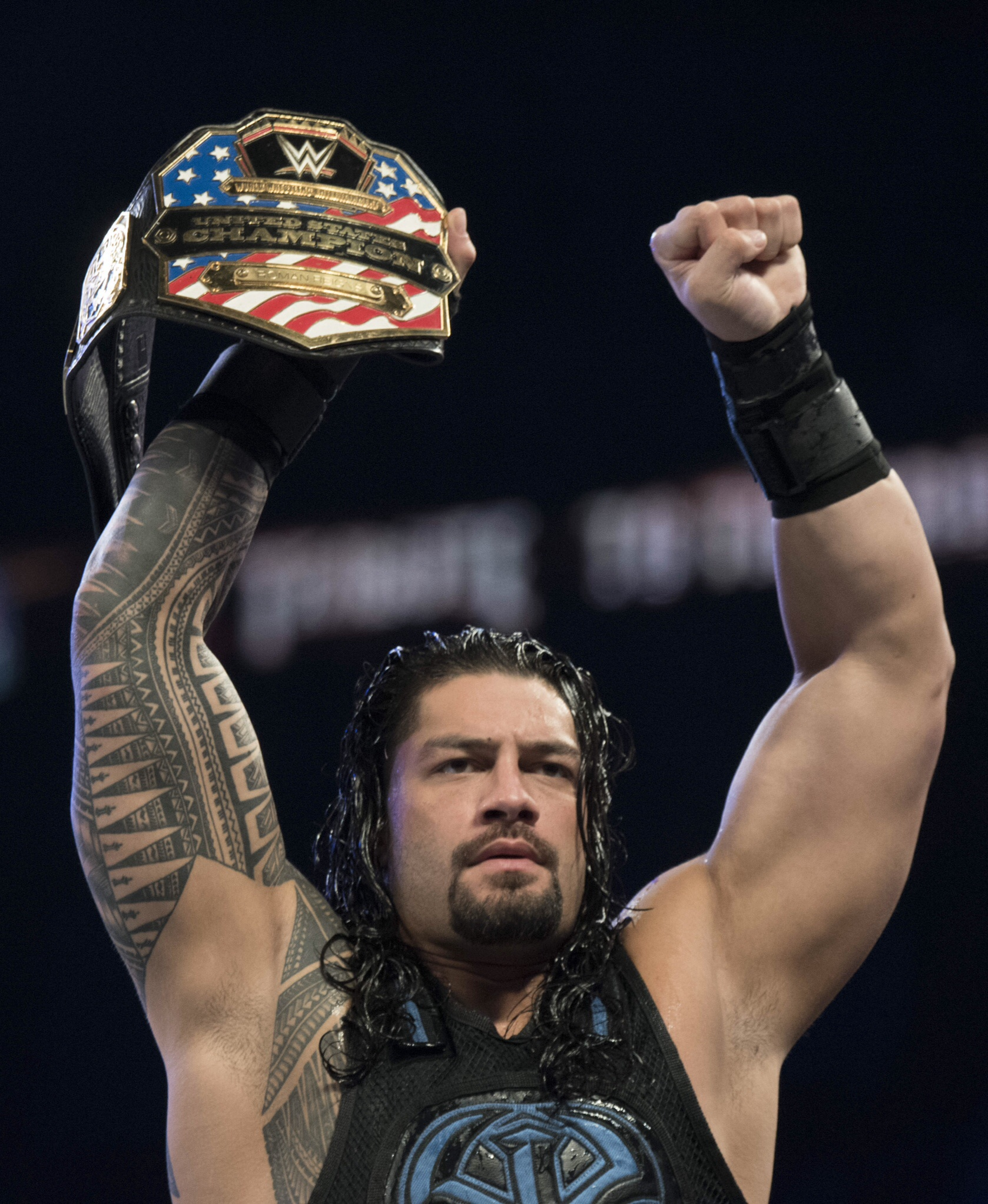
在爭奪WWE世界重量級冠軍之後，瑞恩斯被選入Raw，並在2016年9月贏得美國冠軍

2016年路霸大賽，瑞恩斯挑戰凱文·歐文斯的WWE環球冠軍腰帶，但最後克里斯·傑利可亂入，比賽被判定DQ，2017年皇家大戰再戰，經歷一番苦戰以及布勞恩·史卓曼的干擾下仍舊無緣WWE環球冠軍。
在2017年的皇家大戰上淘汰了送葬者，進而與送葬者結怨，而在4月2日的摔角狂熱壓軸賽上擊敗了送葬者，讓送葬者吞下生涯在摔角狂熱上的第二敗，而這也是瑞恩斯連續三年在摔角狂熱上主打壓軸賽，並且是繼布洛克·雷斯納後第二位在摔角狂熱上擊敗送葬者的選手。
在結束了一系列與布勞恩·史卓曼的爭鬥之後，在2017年9月的毫不留情大賽上擊敗了約翰·希南，而在隔天晚上，Raw將其描述為他職業生涯中最大的勝利。
由於米茲的不斷挑釁，最後瑞恩斯決定盡釋前嫌，和Raw雙打冠軍賽特·羅林斯、迪恩·安布羅斯再度組成神盾軍。原本神盾軍要在TLC大賽上進行3對5的強弱不等賽，但因瑞恩斯掛病號而改由寇特·安格頂替。
在2017年11月20日的Raw上，瑞恩斯打敗米茲贏得了WWE洲際冠軍腰帶，從而成為第28位三冠王和第17位大滿貫冠軍，也是第2個達成此成就的神盾軍成員（第1人為迪恩·安布羅斯）。

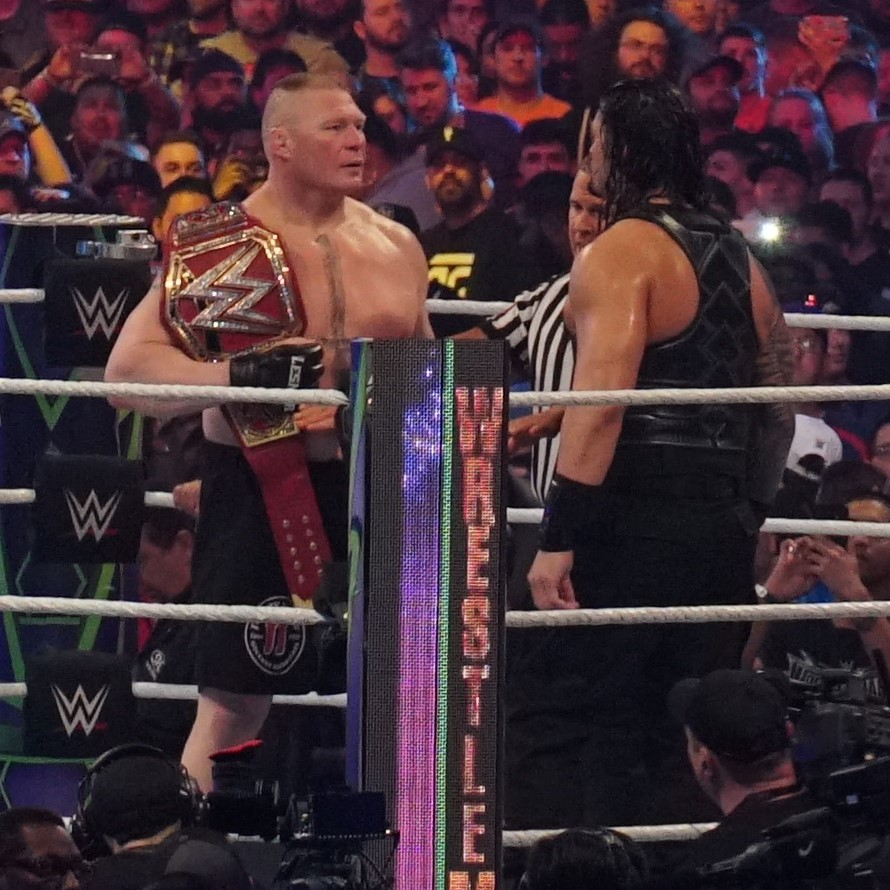
瑞恩斯於摔角狂熱34上面對環球冠軍布洛克·雷斯納

2018年1月22日，在「Raw25週年紀念日」上，瑞恩斯輸給了米茲讓出了冠軍腰帶，結束了63天的衛冕。然後瑞恩斯於一年一度的皇家大戰中，最終被中邑真輔淘汰。在Raw的第二天晚上，瑞恩斯在重賽中輸給了米茲未能奪回洲際冠軍腰帶。接下來的一周，瑞恩斯擊敗了布雷·外耶特，獲得了前進2018年行刑室鐵籠戰的資格。瑞恩斯也打贏了行刑室鐵龍戰，確定成為頭號挑戰者，挑戰「野獸」布洛克·雷斯納的環球冠軍。雖然在4月8日的摔角狂熱34上，瑞恩斯在比賽中總共吃了6次F-5而不敵雷斯納，最終在2018年夏日衝擊上，瑞恩斯以3記長矛衝刺擊敗了雷斯納，拿下生涯第一次的WWE環球冠軍，并將WWE環球冠軍帶回Raw節目。
但是，努力和舊病與挑戰者搏鬥的瑞恩斯，於10月22日宣布，由於為了專心醫療白血病，他交還持有兩個月的腰帶，讓Crown Jewel大賽變為布洛克·雷斯納和布勞恩·史卓曼的對決。

#### 回歸並轉至SmackDown（2019–2020）

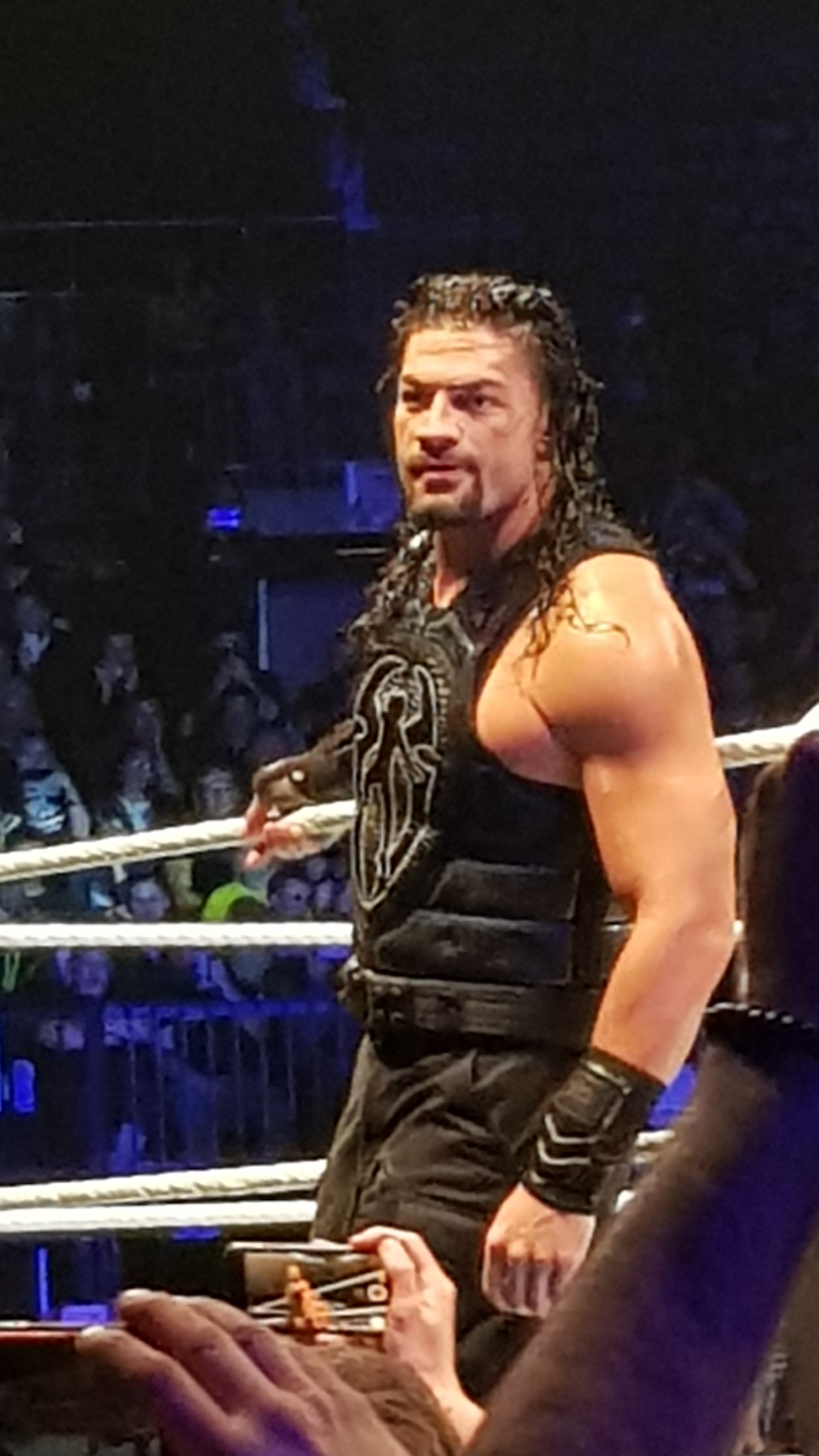
2019年5月的瑞恩斯

2019年2月25日，瑞恩斯正式回歸Raw，他表示白血病已再次緩解，並受到現場觀眾的熱烈歡迎。當晚晚些時候，瑞恩斯和羅林斯將由祖魯·麥金泰爾、鮑比·萊士利、埃利亞斯和巴隆·柯賓發起的攻擊中拯救安布羅斯。接下來的一週，神盾軍再次重組，並在3月10日的極速賽道上擊敗麥金泰爾、萊士利和柯賓。在3月25日的Raw上，麥金泰爾要求在摔角狂熱35上與瑞恩斯進行一場比賽，而瑞恩斯接受挑戰。在4月7日的摔角狂熱上，瑞恩斯成功擊敗麥金泰爾。
在摔角狂熱結束後，瑞恩斯在4月16日的SmackDown中，被選入SmackDown品牌。在故事情節中，瑞恩斯攻擊埃利亞斯和文斯·麥馬漢。接下來的一週，埃利亞斯要求在公事包大戰與瑞恩斯進行一場比賽，而瑞恩斯接受挑戰，並在公事包大戰擊敗埃利亞斯。接下來瑞恩斯與祖魯·麥金泰爾和辛恩·麥馬漢發生爭執，最終在7月14日的極限規則上，與送葬者聯手擊敗麥金泰爾和麥馬漢。
在7月30日的SmackDown中，一個身份不明的人向瑞恩斯推倒照明設備。隔一週，瑞恩斯再次成為襲擊者的目標，因為他遭到車子的撞擊。在排除薩摩亞·喬和巴迪·墨菲的嫌疑之後，由於墨菲的證詞和監視畫面，瑞恩斯接下來調查丹尼爾·布萊恩和埃爾伊克·洛望。然而，布萊恩透露襲擊者是一個與洛望長的很像的人，但瑞恩斯發現其他鏡頭，顯示是洛望推翻設備。之後洛望承認是他所為，並承認開車衝撞瑞恩斯的也是他。由於洛望的說謊，導致與布萊恩的分裂，而瑞恩斯與洛望則是在冠軍爭霸大賽中進行一場無取消資格賽，由於盧克·哈波爾的干擾，最終這場比賽由洛望獲勝。瑞恩斯之後在SmackDown 20週年的伐木工人賽中擊敗洛望，隨後在10月6日的地獄鐵籠中與布萊恩合作，以龍捲風雙打比賽的方式擊敗洛望和哈波爾，結束爭執。在當月下旬的皇冠珠寶中，瑞恩斯成為霍肯團隊的一員（與魯塞夫、
里科切特 (摔角手)、查德·蓋博和穆斯塔法·阿里），擊敗福萊爾團隊（蘭迪·歐頓、巴隆·柯賓、鮑比·萊士利、中邑真輔和祖魯·麥金泰爾）。
接下來瑞恩斯與巴隆·柯賓展開一系列的爭執，最終在2020年2月27日的超級對決中，瑞恩斯在一場鐵籠賽中擊敗柯賓，結束兩人的爭執。在隔天晚上的SmackDown上，瑞恩斯向環球冠軍戈柏發出挑戰，導致兩人將在摔角狂熱36上進行比賽。但是在4月3日，由於2019冠状病毒病疫情的擔憂，瑞恩斯選擇退出該賽事，隨後WWE宣布布勞恩·史卓曼將取代瑞恩斯參加比賽。繼摔角狂熱之後，在疫情期間，瑞恩斯仍然沒有參加WWE的節目，他對印度斯坦时报說：「對我來說，我只得為家人做出選擇。」

#### 部落首領時期（2020–2024）
8月23日，在夏日衝擊上，瑞恩斯在「邪神」布雷·外耶特和布勞恩·史卓曼進行完環球冠軍賽之後回歸並攻擊他們。在接下來的SmackDown中，瑞恩斯與保羅·黑門結盟，這是自2014年以來瑞恩斯首次轉為反派選手。他還拒絕為自己、外耶特和史卓曼之間計劃的無限制三方威脅賽來簽訂合約，聲稱他對合約不滿意，但仍然屬於比賽的一部分。在絕命復仇上，比賽開始時，瑞恩斯並沒有出現，比賽最初是外耶特和史卓曼之間的一對一無限制賽。比賽開始後，外耶特和史卓曼在比賽中摧毀擂台，瑞恩斯與黑門一同出現並最終簽署比賽合約，中途參加比賽，用鐵椅攻擊兩人，並成功壓制史卓曼贏得環球冠軍。在9月25日的SmackDown中，瑞恩斯攻擊他的表弟傑·烏索。在冠軍爭霸大賽中，當吉米·烏索丟出毛巾後，瑞恩斯擊敗傑·烏索，成功衛冕冠軍頭銜。
在接下來的SmackDown中，舉行慶祝儀式，以加冕瑞恩斯擔任部落首領，但瑞恩斯拒絕這樣的加冕，因為傑不承認他，瑞恩斯隨後將傑召集到擂台。在傑繼續注視著環球冠軍之後，瑞恩斯又給傑在地獄鐵籠中挑戰冠軍的機會，條件是「在WWE歷史上賭注最高的任何比賽」，傑接受比賽的條件。該比賽在隔天被確認為地獄鐵籠賽。接下來的一周，瑞恩斯表示他想聽傑說「我投降」，將這場比賽變成有史以來第一次以地獄鐵籠進行的投降賽。在SmackDown季首播上，瑞恩斯在環球冠軍賽中，使布勞恩·史卓曼投降，成功衛冕冠軍頭銜。在10月25日舉行的地獄鐵籠中，瑞恩斯在攻擊受傷的吉米後讓傑投降，再度成功衛冕頭銜。
在11月22日的強者生存中，瑞恩斯在冠軍對冠軍賽中擊敗WWE冠軍祖魯·麥金泰爾。此後，在SmackDown上凱文·歐文斯用鐵椅攻擊傑·烏索，隨後他向瑞恩斯傳達他並不懼怕瑞恩斯的訊息。接下來的一周，歐文斯要求在TLC大賽上挑戰瑞恩斯的環球冠軍頭銜。在TLC上，在傑·烏索的協助下，瑞恩斯擊敗歐文斯，成功衛冕冠軍頭銜。隨後在2021年1月31日的皇家大戰上，瑞恩斯與歐文斯進行最後站立者賽，最終由瑞恩斯獲勝，再度衛冕冠軍頭銜。在行刑室鐵籠戰中，瑞恩斯擊敗稍早在行刑室鐵籠賽上贏得挑戰冠軍機會的丹尼爾·布萊恩，成功衛冕冠軍頭銜。在3月21日的極速賽道中，他在Edge身為特別監督的比賽上擊敗布萊恩持續衛冕頭銜。在4月11日舉行的摔角狂熱37的第2晚主賽事中，瑞恩斯在傑·烏索的協助下於三方威脅賽中擊敗布萊恩和Edge成功衛冕環球冠軍。
4月30日，瑞恩斯在以新的入場音樂《一家之主》（Head of the Table）出場之後，於一場「冠軍對職業」賽中擊敗布萊恩持續衛冕冠軍頭銜，隨後布萊恩遭到SmackDown的除名。在摔角狂熱爆裂震撼中，瑞恩斯以屈服方式擊敗希薩羅。比賽結束後，傑·烏索和賽特·羅林斯攻擊並弄傷希薩羅的手臂。在這之後，由於瑞恩斯攻擊雷·密斯特里歐的兒子多米尼克，瑞恩斯開始與雷·密斯特里歐展開爭執。在6月18日的SmackDown中，兩人於地獄鐵籠賽進行環球冠軍賽，瑞恩斯成為勝利者。在6月25日的SmackDown中，瑞恩斯在談到他對密斯特里歐的勝利時遭到回歸的Edge攻擊。導致兩人在公事包大戰進行冠軍賽，在賽特·羅林斯的幫助下，瑞恩斯持續衛冕頭銜。比賽結束後，瑞恩斯遇到回歸的約翰·希南。在接下來的幾週，希南要求在夏日衝擊上向瑞恩斯挑戰環球冠軍，在最初拒絕希南的挑戰後，兩人確定在夏日衝擊中進行比賽。在比賽中，瑞恩斯擊敗希南衛冕冠軍頭銜。之後，瑞恩斯遇到回歸的布洛克·雷斯納。在10月21日的皇冠珠寶比賽中，瑞恩斯在烏索兄弟的幫助下擊敗雷斯納。11月8日，宣布瑞恩斯將在強者生存中面對WWE冠軍Big E。在11月21日的比賽中，瑞恩斯擊敗Big E。

瑞恩斯（左）與血親家族 (職業摔角)在摔角狂熱38亮相

在12月17日的SmackDown中，由於黑門過去與雷斯納的關係，瑞恩斯選擇開除黑門。瑞恩斯原定於2022年1月1日在迎新大賽中與雷斯納進行比賽，但由於瑞恩斯的2019冠状病毒病檢測呈陽性，比賽被取消。1月16日，瑞恩斯成為衛冕時間最長的環球冠軍，打破雷斯納503天的紀錄，成為公司歷史上衛冕時間第六長的世界冠軍。1月29日，在皇家大戰中，瑞恩斯與賽特·羅林斯進行冠軍賽，但因取消資格而輸掉比賽；但是冠軍不能透過取消資格而易手，這意味著瑞恩斯持續衛冕冠軍頭銜，當天晚上晚些時候，他干預雷斯納和鮑比·萊士利之間的WWE冠軍賽，讓萊士利贏得比賽，並與黑門重聚。在2月4日的Smackdown中，回歸的戈柏，向瑞恩斯發出挑戰，在行刑室鐵籠戰的一場比賽中爭奪冠軍頭銜，這是他們在兩年前摔角狂熱36的比賽因瑞恩斯退賽而取消後的一場比賽。在比賽中，瑞恩斯以屈服方式擊敗戈柏，衛冕冠軍頭銜。在摔角狂熱38上，瑞恩斯擊敗雷斯納第四次贏得WWE冠軍，並成為第一位同時持有WWE冠軍和WWE環球冠軍的選手。在6月17日的SmackDown中，瑞恩斯擊敗瑞鬥成功衛冕無可爭議的冠軍頭銜，但在賽後他遭到回歸的布洛克·雷斯納的攻擊，隨後確定雙方在夏日衝擊進行最後站立者賽，最終瑞恩斯贏得比賽結束他們的爭執。在城堡衝突中，在首次亮相的索羅·西科亞的協助下，瑞恩斯擊敗祖魯·麥金泰爾成功衛冕冠軍頭銜。11月5日，在皇冠珠寶上，瑞恩斯對罗根·保罗，成功衛冕冠軍頭銜。

瑞恩斯（中）與血親家族參與皇家大戰 (2023年)

2023年1月18日，瑞恩斯的環球冠軍衛冕時間達到871天，打破岡瑟的NXT英國冠軍衛冕時間870天的紀錄，這使他成為自1988年以來WWE冠軍衛冕時間最長的選手。在1月28日的皇家大戰上，瑞恩斯擊敗凱文·歐文斯成功衛冕冠軍。比賽結束後，山米·讚恩背叛血親家族，用鐵椅攻擊瑞恩斯。贏得2023年皇家大戰優勝的寇帝·羅茲獲得在摔角狂熱39的主賽事中與瑞恩斯進行比賽的機會。2月18日，瑞恩斯在行刑室鐵籠戰中對山米·讚恩，成功衛冕冠軍頭銜。在摔角狂熱39的第2晚，瑞恩斯在鋼琴交響曲的伴奏下進行其生涯第七場的摔角狂熱主賽事。比賽中，烏索兄弟試圖介入，但羅茲被讚恩和歐文斯救下。最終，瑞恩斯在西科亞的協助下，成功擊敗羅茲衛冕冠軍。這標誌著首次有冠軍在摔角狂熱上連續三屆持續衛冕同一冠軍頭銜。
11月4日，於皇冠珠寶上，瑞恩斯對上L·A·奈特勝出，再次衛冕冠軍。在2024年1月27日的皇家大戰中，瑞恩斯在危機四伏賽上擊敗奈特、蘭迪·歐頓和A·J·史泰爾斯，成功衛冕。在摔角狂熱XL第1晚中，瑞恩斯和巨石在一場雙打比賽中擊敗寇帝·羅茲和賽特·羅林斯，確定血統規則的冠軍賽。在摔角狂熱XL第2晚中，瑞恩斯將冠軍輸給羅茲，結束他第二次創下紀錄的環球冠軍衛冕，持續1,316天，並結束他第四次WWE冠軍的衛冕，持續735天。

#### 原始部落首領時期（2024–）
在摔角狂热XL结束后，瑞恩斯短暂休息，在8月的夏日狂潮回归节目并在该PPV上攻击索羅·西科亞并开始重新组建已经解散的血亲家族，在10月份的势不两立大赛中，瑞恩斯与科迪·罗兹组队双打战胜索罗·西科亚和雅各布·法图，同年11月的皇冠珠寶中，瑞恩斯率领乌索兄弟（杰·乌索和吉米·乌索）对阵索罗·西科亚率领的新血亲家族但被击败，在保羅·黑門的帮助下，萨米·辛和CM Punk加入了瑞恩斯的团队，在11月的幸存者大赛上，瑞恩斯率领该团队与索罗·西科亚的团队进行了一场战争游戏赛并最终取胜。在2025年1月26日的RAW上，瑞恩斯战胜索罗·西科亚，夺回属于自己的乌拉法拉。
瑞恩斯参加了2025年2月1日的皇家大戰，但被CM Punk淘汰且淘汰后遭到賽特·羅林斯的袭击，由此敲定三人在摔角狂热41上的对决。2025年4月19日，由于黑門的背叛，羅林斯在三重威胁赛中击败CM Punk和瑞恩斯。瑞恩斯在本场PPV结束后再次休息。
2025年7月14日的RAW上，瑞恩斯再次回归并攻击和布朗·布雷克和布朗森·里德。

## 個人生活
安諾伊擁有一半的薩摩亞血統，及一半的義大利血統。他的父親西卡·阿諾迪和他的哥哥羅希，均為職業摔角選手，不過他的哥哥已於2017年4月17日去世。
安諾伊於2014年12月上旬與加琳娜·喬伊爾·貝克爾（Galina Joelle Becker）結婚。他有一個名為喬伊爾（Joelle）的女兒，他與她一同出現在2014年6月的公共服務公告中。他的妻子貝克爾在2016年生了對雙胞胎男孩。
在喬治亞理工學院，安諾伊主修的課程是管理学。
安諾伊認為布雷特·哈特是他的摔角偶像。

## 冠軍經歷及成就
- CBS體育
  - 年度爭執（2020年）與傑·烏索[102]
- 年度卓越運動獎
  - WWE最佳時刻（2019年）– 與白血病奮鬥後回歸[103]
- 佛州冠軍摔角（英语：Florida Championship Wrestling）
  - FCW佛州雙打冠軍（一次）– 與泰勒·普立茲（英语：Tyler Breeze）
- 職業摔角畫報
  - PWI年度最佳復出選手（2019年）
  - PWI年度最勵志選手（2018、2019年）
  - PWI年度最厭惡選手（2016年）
  - PWI 500-第1名（2016年）
  - PWI年度最佳進步選手（2015年）
  - PWI年度最佳雙打組合（2013年）– 與賽特·羅林斯
- 運動畫刊
  - 2020年10大摔角選手中排名第9[104]
- 摔角觀察員通訊
  - 年度最佳進步選手（2013年）
  - 年度最被高估選手（2016年）
  - 年度最佳雙打組合（2013年）– 與賽特·羅林斯
  - 年度最差爭執（2013年）– 全權夫婦（英语：The Authority (professional wrestling)）對決Big Show
- 世界摔角娛樂
  - WWE冠軍（四次）
  - WWE環球冠軍（二次）
  - WWE洲際冠軍（一次）
  - WWE美國冠軍（一次）
  - WWE雙打冠軍（一次）– 與賽特·羅林斯
  - 第28位世界摔角娛樂三冠王
  - 第17位達成世界摔角娛樂冠軍大滿貫
  - 皇家大戰（2015年）
  - 衝擊大賞（七次）
  - WWE年終獎（英语：WWE Year-End Award）（兩次）
    - 最佳團圓（2018年）與迪恩·安布羅斯和賽特·羅林斯作為神盾軍成員
    - 最熱門的對手（2018年）對決布洛克·雷斯納

## 摔角場上的表現
- 終結技
  - Spear
- 常用招式
  - Superman Punch

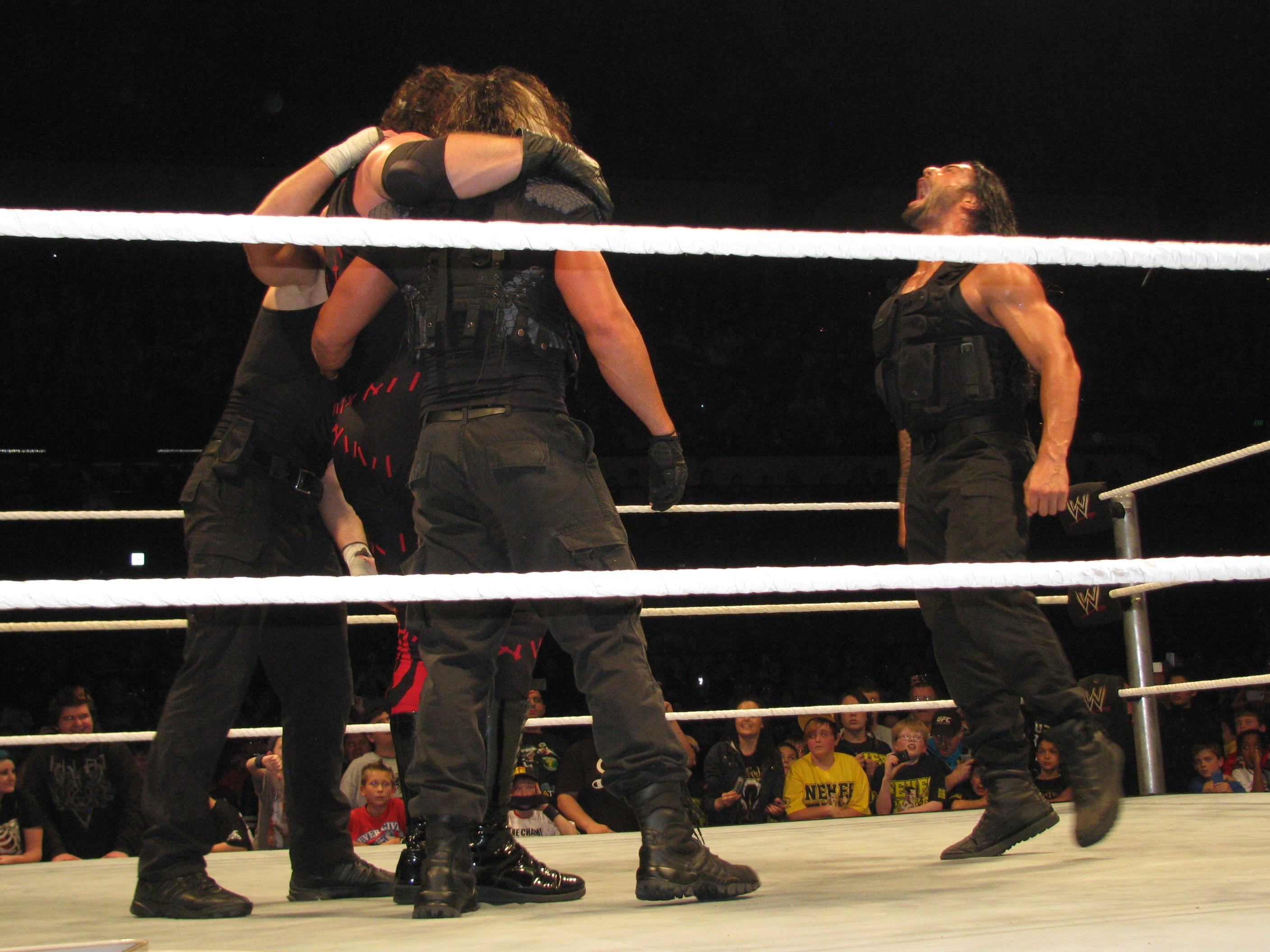
神盾軍準備對肯恩使出三重炸彈摔

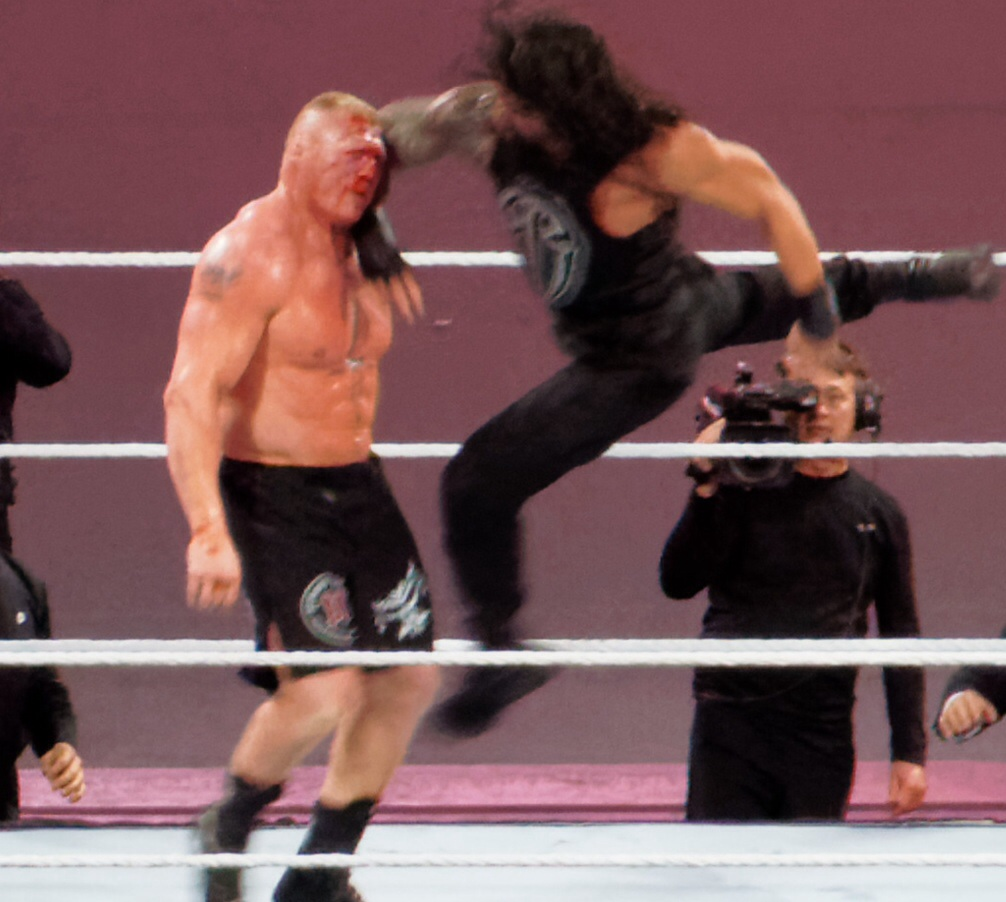
於摔角狂熱31上對布洛克·雷斯納使出超人重拳

  - School Boy Powerbomb
  - Diving Elbow drop
  - Samoan drop
  - Drive By
  - Jumping Clothesline
  - Big Boot Kick
  - Corner Clothesline Combo
  - Sit Out Powerbomb
  - Tilt A Whirl Slam
  - Comeback Clothesline Combo
  - Belly To Back Suplex
- 暱稱
  - "The Big Dog"
  - "First Class"
  - "The Guy"
  - "The Juggernaut"
  - "The Powerhouse"
  - "The Thoroughbred"
  - "Tribal Chief"
  - "The Head of the table"

## 外部連結
- 羅曼·瑞恩斯在WWE官方網站的介紹 （页面存档备份，存于）（英文）
- 羅曼·瑞恩斯的Facebook專頁（英文）
- 喬·安諾伊在互联网电影资料库（IMDb）上的資料（英文）
- Georgia Tech profile（英文）